# Blangy-Tronville
Blangy-Tronville (picardisch: Blangin-Tronville) ist eine nordfranzösische Gemeinde mit 623 Einwohnern (Stand 1. Januar 2022) im Département Somme in der Region Hauts-de-France. Die Gemeinde liegt im Arrondissement Amiens, im Kanton Amiens-4 und ist Mitglied des Gemeindeverbands Amiens Métropole. Die Bewohner werden Blangeois und Blangeoises genannt.

## Geographie

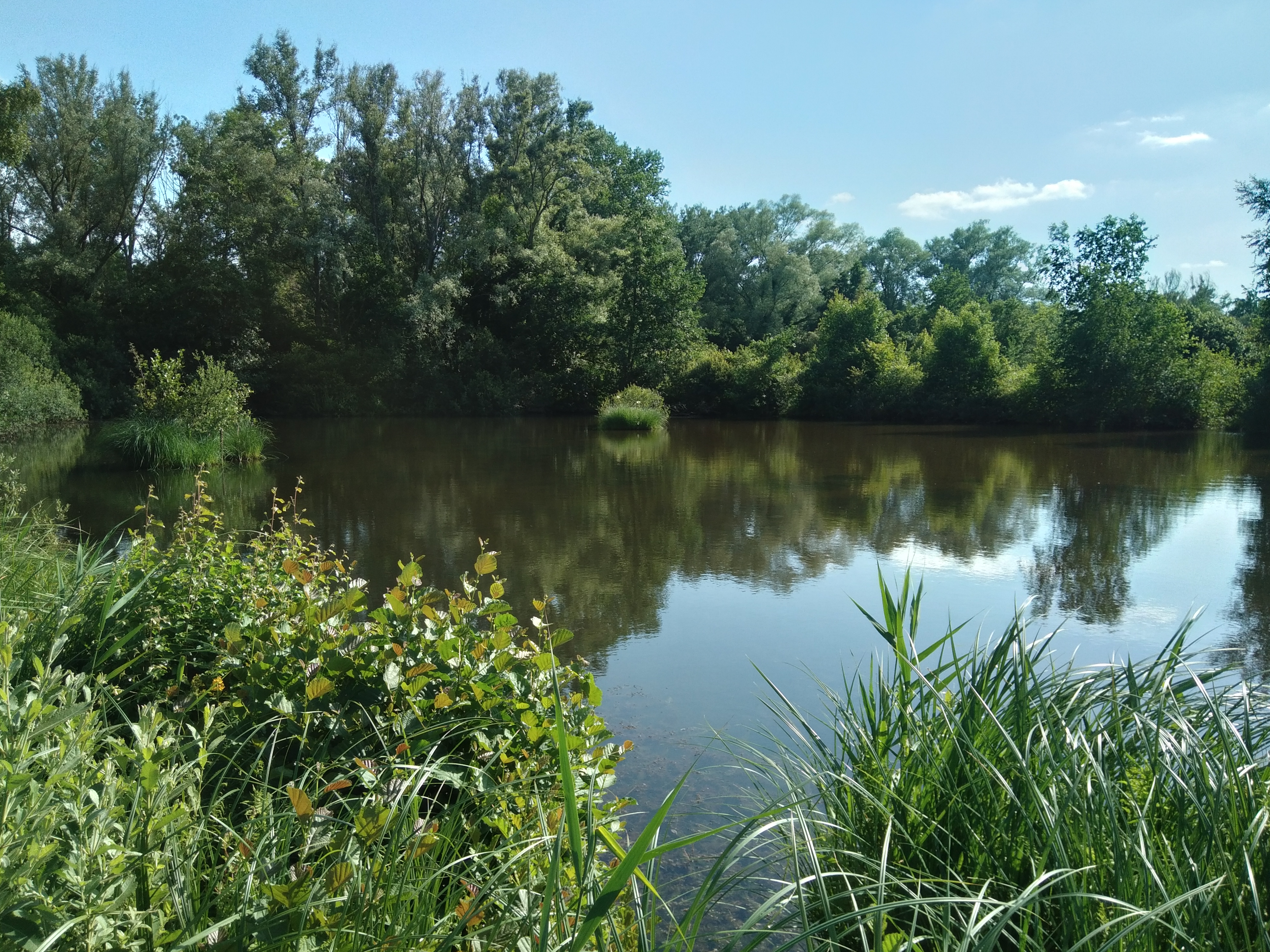
Grand Marais de La Queue

Blangy-Tronville liegt im Amiénois südlich der versumpften und ein Biotop (Grand Marais de La Queue) bildenden Somme rund zehn Kilometer östlich von Amiens und acht Kilometer südwestlich von Corbie. Das von der früheren Route nationale 29 und der Bahnstrecke Amiens-Laon (mit dem nicht mehr bedienten Haltepunkt Blangy-Glisy) durchzogene Gemeindegebiet erstreckt sich über die Autoroute A29 hinaus. An der D1029 liegt der Ortsteil Le Petit Blangy, südlich von ihr die Ferme de Bellevue.
Umgeben wird Blangy-Tronville von den acht Nachbargemeinden:
| Lamotte-Brebière | Vecquemont Daours                           | Aubigny |
| Glisy            | Kompassrose, die auf Nachbargemeinden zeigt |         |
| Boves            | Gentelles                                   | Cachy   |

## Geschichte
Blangy-Tronville ist aus der Fusion der beiden namengebenden Gemeinden entstanden.
Bei den Vorbereitungen zum Autobahnbau wurden Feuersteinwerkzeuge und Werkzeuge aus der Eisenzeit sowie gallische Münzen gefunden. Schon früher war ein merowingischer Sarkophag entdeckt worden.
Die Herrschaft von Tronville gehörte zu zwei Dritteln Boves und zu einem Drittel Fouilloy. 1105 wird ein Leprosenhaus genannt. 1677 wurde das noch bestehende Schloss errichtet. Kirchlich gehörte Tronville zur Pfarrei Blangy.
Die Herrschaft Blangy ging der Burgherrschaft (Châtellerie) Boves zu Lehen, die der Grafschaft Corbie huldigte. Die feudale Mairie wurde 1298 von der Abtei Corbie erworben. Zu Beginn des 17. Jahrhunderts hielten die Protestanten ihre Versammlungen bei einer Quelle an der Pré des Huguenots ab. Die Kirche von Blangy diente wohl ursprünglich (1229) als Burgkapelle.
Im Ersten Weltkrieg wurde die Gemeinde im September 1914 von deutschen Truppen besetzt, die sich aber nach wenigen Tagen zurückzogen. Im März/April 1918 kam es beim deutschen Angriff auf Villers-Bretonneux zu heftigen Kämpfen.
| 1962 | 1968 | 1975 | 1982 | 1990 | 1999 | 2006 | 2018 |
| ---- | ---- | ---- | ---- | ---- | ---- | ---- | ---- |
| 313  | 320  | 335  | 490  | 565  | 553  | 532  | 573  |

## Sehenswürdigkeiten
- Kirche Saint-Médard aus dem 17. Jahrhundert mit Neubau des Chors 1771. Ein bedeutendes Ausstattungsobjekt ist eine Skulptur mit steinernem Christus in Banden aus dem 16. Jahrhundert, die seit 1990 als Monument historique der beweglichen Kulturgüter klassifiziert ist. (Base Palissy PM80001504)
- 1677 errichtetes Schloss Tronville Schloss Tronville
- Ziergarten des Schlosses (Base Mérimée IA80000439)

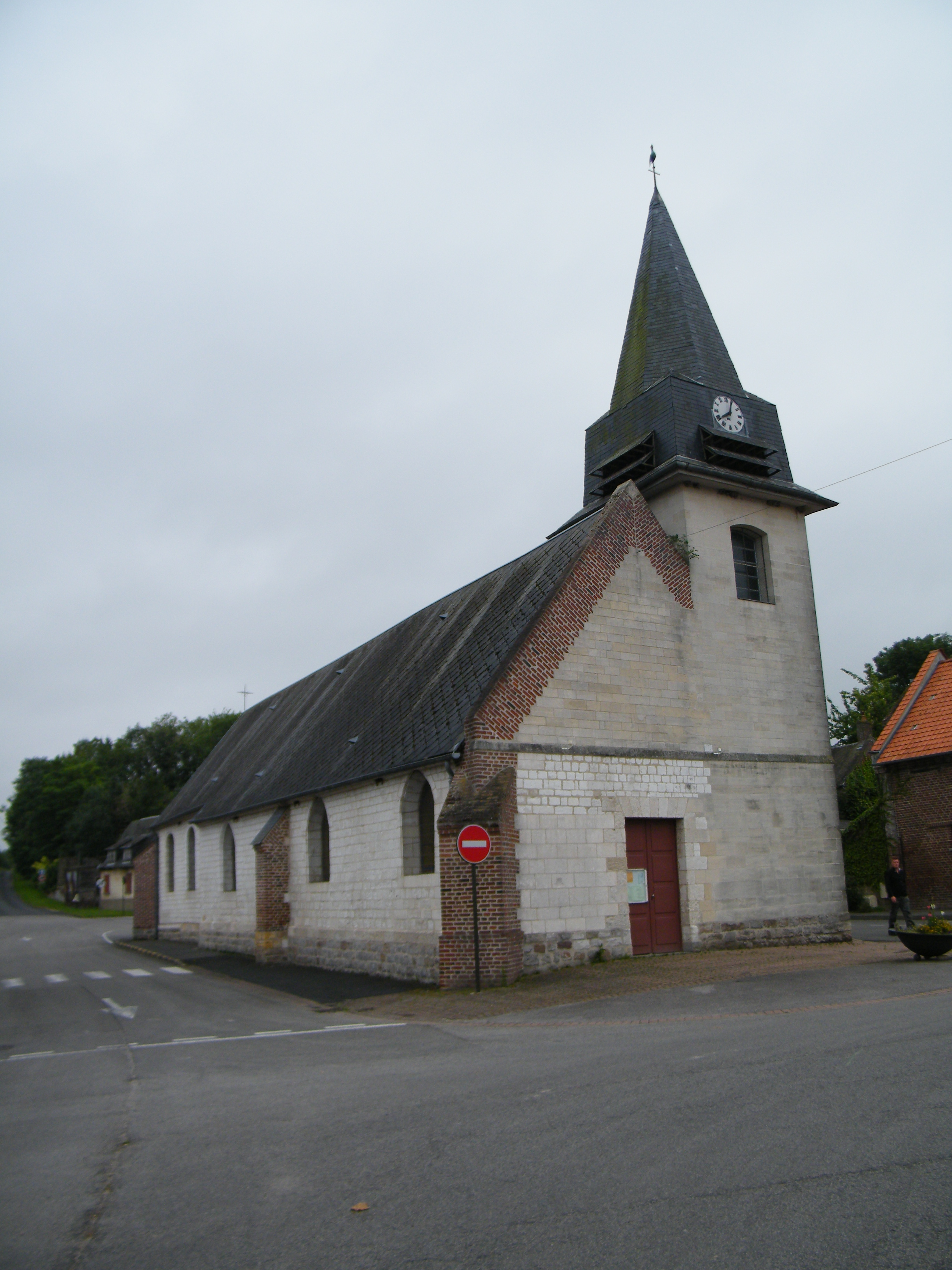
Kirche Saint-Médard
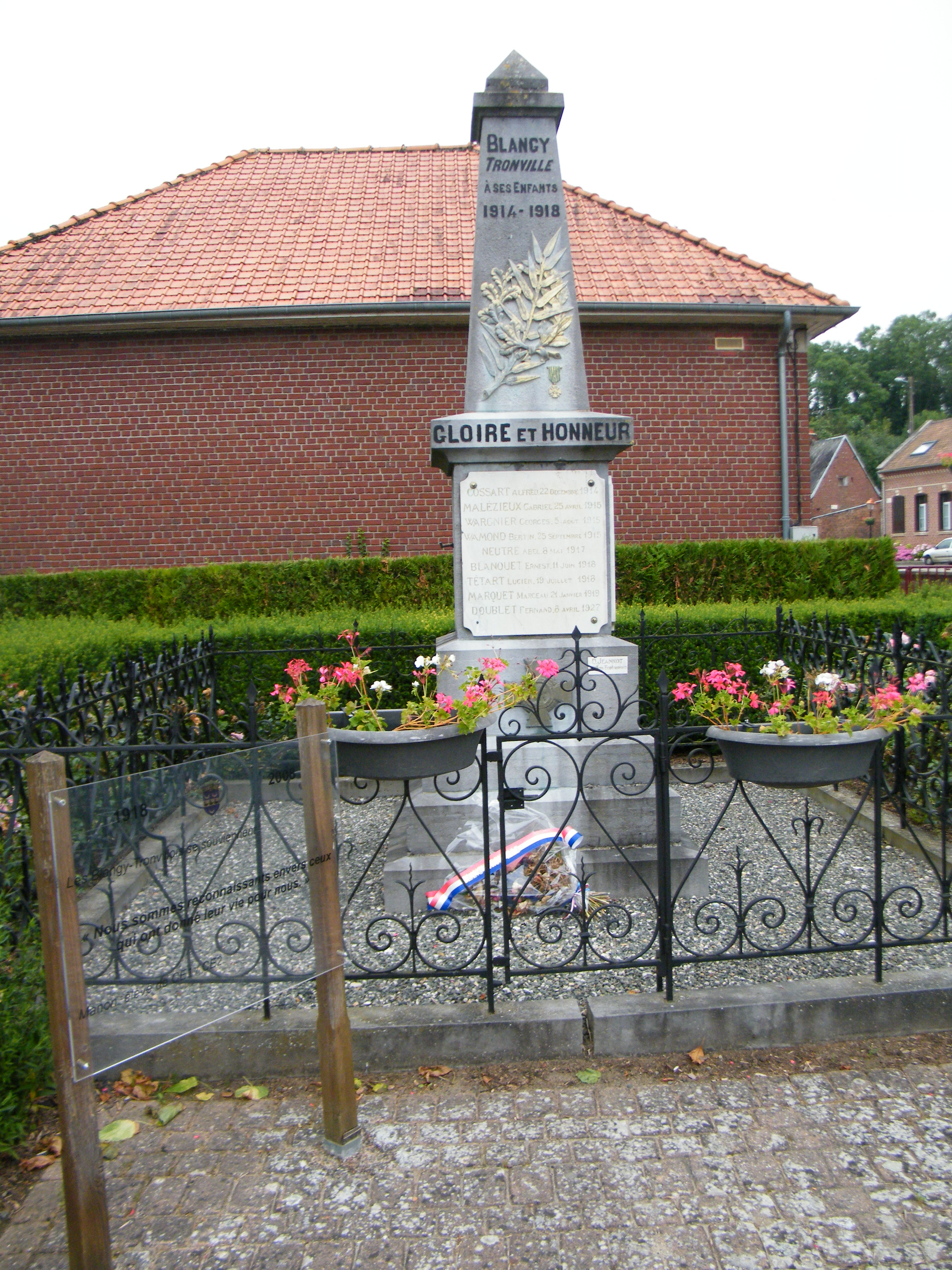
Gefallenendenkmal